# Cocoon (sång)
"Cocoon" är en låt av den isländska sångerskan Björk, skriven tillsammans med Thomas Knak. Den utgavs som den tredje och sista singeln från albumet Vespertine den 11 mars 2002. Låten nådde #35 på den brittiska singellistan. Singelns b-sida är den tidigare outgivna låten "Amphibian", skriven av Björk.
Musikvideon till låten regisserades av den japanska designern Eiko Ishioka.

## Låtlista
CD 1 (One Little Indian; 322TP7CD1)
1. "Cocoon" – 4:30
2. "Pagan Poetry" (Music Box) – 3:00
3. "Sun in My Mouth" (Nykomponerad av Ensemble) – 3:10

CD 2 (One Little Indian; 322TP7CD2)
1. "Cocoon" (Radio Edit) – 3:34
2. "Aurora" (Music Box) – 1:08
3. "Amphibian" – 4:35

DVD
1. "Cocoon"
2. "Pagan Poetry" (Music Box)
3. "Sun in My Mouth" (Nykomponerad av Ensemble)